# Ajgehat
Ajgehat – wieś w Armenii, w prowincji Lorri. W 2011 roku liczyła 263 mieszkańców.